# Gronda
Gerardo Gaitán (nacido el 11 de enero de 1979) es un luchador profesional mexicano enmascarado conocido por su nombre luchístico Gronda. Anteriormente ha luchado como Gronda XXX, Groond XXX, Groon XXX y Gran Master y ha trabajado para las dos empresas importantes de México en Asistencia Asesoría y Administración (AAA) y en el Consejo Mundial de Lucha Libre (CMLL) y actualmente trabaja en el circuito independiente.

## Carrera

### Asistencia Asesoría y Administración (2002-2005)
Poco después de su debut, AAA le dio un nuevo nombre como Gronda, y una nueva apariencia que incluía una máscara de lucha que se parecía a la de un demonio, con cuernos, orejas puntiagudas y colmillos falsos. Su máscara fue una de las primeras máscaras de lucha libre en ser principalmente de látex en lugar de tela, lo que permite que la máscara se moldee para parecerse a la cara de un demonio. Su físico musculoso se realzaría con pintura corporal roja y negra, delineando varios músculos en rojo y negro para darle un aspecto "sobrenatural". Su primera lucha importante para AAA tuvo lugar el 30 de marzo de 2002 en Rey de Reyes. Gronda, Zandokan y Pimpinela Escarlata perdieron ante Pirata Morgan en la primera ronda del torneo anual Rey de Reyes. Unos meses después se asoció con El Zorro, Máscara Sagrada y Mr. Águila derrotó a Abismo Negro, Canek, Headhunter A y Máscara Maligna en un Steel Cage Match. En Triplemanía X, Gronda, Latin Lover, La Parka y El Alebrije derrotaron a Abismo Negro, Leatherface, Cibernético y Monster en una lucha por equipos "Atómicos".
En Verano de Escándalo de 2003, Gronda presentó un "desafío de $3,000" con el storyline de que Gonda aportó 3,000 dólares a cualquiera que pudiera derrotarlo. Gronda luchó y derrotó a Charly Manson, Chessman y Hator en luchas consecutivos.
Gronda continuó su feudo con Los Vipers después de derrotar a los miembros Charly Manson y Chessman, lo que llevó a Gronda, La Parka y Octagón a derrotar a Abismo Negro, Chessman y Cibernético) como parte del evento Guerra de Titanes. La historia continuó hasta Triplemanía XII donde Gronda, Latin Lover y Héctor Garza derrotaron a Chessman, Abismo Negro y Abyss en uno de los combates destacados del programa. En 2005, Gronda dejó AAA, después de lo cual la promoción introdujo un segundo personaje de Gronda para reemplazar al original.

### Consejo Mundial de Lucha Libre (2005-2008)
Con AAA como propietario oficial de la marca comercial del nombre Gronda, modificó su nombre a "Groon XXX", a veces también anunciado como "Groond XXX" o incluso "Gronda XXX" mientras trabajaba en el circuito independiente. Unos meses después de dejar AAA, Groon XXX comenzó a trabajar para el Consejo Mundial de Lucha Libre (CMLL). El partido más importante de su estadía de seis meses en CMLL fue el 29 de septiembre de 2006 cuando él, Dos Caras Jr. y Dr. Wagner Jr. derrotaron a Emilio Charles Jr., Máscara Año 2000 y Olímpico en el 73th Aniversario del CMLL.

### Regreso a AAA (2009)
En 2009 regresó a AAA, anunciado como Groon XXX para iniciar una rivalidad con Gronda II. Los dos estaban en lados opuestos para el primer combate de Groon XXX cuando el y La Hermandad 187 (Joe Líder & Nicho el Milionario) derrotaron a Gronda, El Elegido y Jack Evans. Tres semanas después Groon XXX y La Hermandad 187 derrotaron a Gronda, El Elegido y Decnnis en un Steel Cage Match en Héroes Inmortales III. Después del combate, Groon XXX dejó AAA una vez más, optando por trabajar principalmente para Promociones Perros del Mal.

### Circuito independiente (2010-presente)
En 2011 anunció su retiro de la lucha libre, abriendo un gimnasio en Nezahualcóyotl. Se rumoreaba que volvería a CMLL para su show del séptimo aniversario de CMLL, pero nunca se llegó a un acuerdo. Si bien no trabajó para CMLL, ha trabajado un número limitado de combates desde 2012, trabajando para promociones como International Wrestling Revolution Group (IWRG), Federación Universal de Lucha Libre (FULL) y otras.